# Johann Friedrich von Schlieben
Johann Friedrich von Schlieben (* 1630 auf Gerdauen; † 19. November 1696) war ein kurbrandenburgischer Generalmajor und Amtshauptmann von Tilsit.

## Leben

### Herkunft
Seine Eltern waren der Erbherr von Gerdauen Hans Georg von Schlieben (* 21. April 1603; † 1640) und dessen Ehefrau Marie Elisabeth, geborene von Flanß († 1650) aus dem Hause Wohnsdorf.

### Militärkarriere
Schlieben wurde am 29. Februar 1676 kurbrandenburgischer Oberst und Chef des Regiments Hohendorf zu Pferde. Am 8. März 1677 ernannte ihn der Kurfürst zum Amtshauptmann von Tilsit. Er kämpfte während des Schwedeneinfalls bei der Belagerung von Stettin und Stralsund sowie dem Übergang nach Rügen. Am 20. April 1690 wurde er zum Generalmajor und Kammerherren ernannt. Er starb am 19. November 1696.

### Familie
Er war verheiratet sich am 15. November 1665 mit Juliane von Dönhoff (* 16. Dezember 1637; † 1694), Tochter des Friedrich Gerhard von Dönhoff (1600–1650) und der  Anna Maria von Heyking (1612–1671). Nach ihrem Tod heiratete er Katharina von Dönhoff (* 3. Februar 1669; † 21. Dezember 1752), Tochter des Graf Gerhard von Dönhoff (1632–1685), polnischer und schwedischer Kammerherr, polnischer Reichsbannerträger, litauischer Mundschenk und Truchseß, sowie Starost zu Telsen und der Anna Beate von Goldstein (1645–1675). Aus beiden Ehen gingen je ein Sohn und eine Tochter hervor.

exI:
- Johann Albrecht († 1716) verkaufte Gerdauen, da seine Ehe mit Marie Eleonore von Fröbner a.d.H. Hausgarten († 1739) ohne Kinder blieb. Sie vermählte sich in zweiter Ehe 1721 mit Georg Friedrich Goetzen (1691–1751) auf Stenken und Wisritten
- Marie Elisabeth († 1698), ⚭ Magnus Johann von Dönhoff († 1723) Erbherr auf Wandlacken.

exII:
- Andreas Dietrich, Leutnant
- Marie Katharina (* 1698; † 14. April 1738), ⚭I Staatsminister Johann August Marschall von Bieberstein († 1736); ⚭II 1737 Geheimrat Philipp du Rosey († 1744).